# Trichonta placida
Trichonta placida är en tvåvingeart som beskrevs av Gagne 1981. Trichonta placida ingår i släktet Trichonta och familjen svampmyggor. Inga underarter finns listade i Catalogue of Life.